# Акула-нянька (рід)
Акула-нянька (Ginglymostoma) — рід акул родини акули-няньки. Має 2 види.

## Опис
Загальна довжина представників роду коливається від 3 до 4,2 м. Голова широка, дещо сплощена (за розміром голови розрізняють види між собою). Очі маленькі. За ними розташовані бризкальця. На нижній щелепі, під ніздрями є 2 довгих вусики. Рот невеликий. Зуби дрібні, пласкі, трикутної форми, пильчасті, розташовані щільно у 7-8 рядків на кожній щелепі. П'ять зябрових щілин знаходяться досить близько одна від одної. Тулуб кремезний, обтічний. Шкіряна луска широка (види різняться за кількістю кілів на ній). Грудні плавці розвинені (на них акули спираються під час відпочинку на дні). Мають 2 спинними плавцями округлої форми, з яких передній більше за задній. Вчені розрізняють види за відстань між спинними плавцями, між черевними і анальним плавцями, між заднім спинним та хвостовим плавцями. Анальний плавець більше заднього спинного плавця, має округлий кінчик. Його основа тягнеться до основи хвостового плавця. Хвостовий плавець гетероцеркальний.
Забарвлення жовтувато-коричневе. У молодих особин по всьому тілу розкидані темні крапочки.

## Спосіб життя
Тримаються від поверхні до 40 м, континентальному шельфі, прибереженій акваторії островів. Воліють до піщаного і кам'янистого ґрунтів. Здатні утворювати групи до 40 особин. Доволі повільні і малорухливі акули. Здатні дихати в нерухомому стані — за допомогою щічного насосу і бризкалець. При цьому акула видає звуки, що нагадують цьомкання. Звідси походить назва цих акул. Полюють на здобич уночі. Є бентофагами. Живляться ракоподібними, головоногими молюсками, голкошкірими, дрібною рибою.
Це яйцеживородні акули. Самиці народжують до 30 акуленят.

## Розповсюдження
Мешкають в західній частині Атлантичного океану: від Флориди до Бразилії, в Карибському морі, а також біля узбережжя західної Африки (від Сенегалу до Габону); у східній частині Тихого океану: від Каліфорнійського півострова до узбережжя Коста-Рики.

## Види
- Ginglymostoma cirratum (Bonnaterre), 1788
- Ginglymostoma unami Del-Moral-Flores, Ramírez-Antonio, Angulo & Pérez-Ponce de León, 2015